# Manns Choice
Manns Choice es un borough ubicado en el condado de Bedford en el estado estadounidense de Pensilvania. En el año 2000 tenía una población de 291 habitantes y una densidad poblacional de 239.4 personas por km².

## Geografía
Manns Choice se encuentra ubicado en las coordenadas 40°00′10″N 78°35′29″O / 40.00278, -78.59139.

## Demografía
Según la Oficina del Censo en 2000 los ingresos medios por hogar en la localidad eran de $31,500 y los ingresos medios por familia eran $36,042. Los hombres tenían unos ingresos medios de $29,375 frente a los $17,917 para las mujeres. La renta per cápita para la localidad era de $13,533. Alrededor del 8.8% de la población estaba por debajo del umbral de pobreza.